# Kabrai
Kabrai là một thị xã và là một nagar panchayat của quận Mahoba thuộc bang Uttar Pradesh, Ấn Độ.

## Địa lý
Kabrai có vị trí 25°25′B 80°01′Đ / 25,42°B 80,02°Đ Nó có độ cao trung bình là 157 mét (515 feet).

## Nhân khẩu
Theo điều tra dân số năm 2001 của Ấn Độ, Kabrai có dân số 21.255 người. Phái nam chiếm 54% tổng số dân và phái nữ chiếm 46%. Kabrai có tỷ lệ 48% biết đọc biết viết, thấp hơn tỷ lệ trung bình toàn quốc là 59,5%: tỷ lệ cho phái nam là 59%, và tỷ lệ cho phái nữ là 34%. Tại Kabrai, 19% dân số nhỏ hơn 6 tuổi.